# Muidumbe
Muidumbe es un distrito y el nombre de su capital situado en la provincia de Cabo Delgado, en Mozambique. 

## Características
Limita al norte y al este con el distrito de Mocímboa da Praia, al norte y al oeste con Mueda, al sur con Meluco, y al sur y al este con Macomia.
Tiene una superficie de 1.987 km² y según datos oficiales de 1997 una población de 63.820 habitantes, lo cual arroja una densidad de 32,1 habitantes/km².

## División administrativa
Este distrito, formado por ocho localidades, se divide en tres puestos administrativos (posto administrativo), con la siguiente población censada en 2005:
- Muidumbe, sede, 33 344 (Mapate, Macamade y Mampanha).
- Chitunda, 23 055 (Mienguevela).
- Miteda, 23 281 (Muatide).